# Bogertophis
Bogertophis  (лат.) — род змей из семейства ужеобразных, обитающих в Северной Америке. Назван в честь американского герпетолога Чарльза Митчелла Богерта.

## Описание
Общая длина представителей этого рода колеблется от 85 см до 1,6 м. Голова довольно узкая. Имеют большие глаза с круглыми зрачками. Туловище длинное и стройное с килеватой чешуей. Окраска в основном коричневого, красного, оранжевого, серебристого или светло-жёлтого цветов. Одним из отличий между видами является наличие и размер тёмных пятен или полос.

## Образ жизни
Населяют пустыни и полупустыни, каменистые места. Активны ночью, питаются грызунами, ящерицами, летучими мышами.

## Размножение
Это яйцекладущие змеи. Самки откладывают до 11 яиц.

## Распространение
Обитают на юго-западе США и на севере Мексики.

## Классификация
На август 2018 года в род включают 2 вида:
- Bogertophis rosaliae (Mocquard, 1899)
- Bogertophis subocularis (Brown, 1901) — Глазчатый лазающий полоз